# Ashley Leonhart
Ashley Clara Leonhart (* 15. September 2005) ist eine US-amerikanische Fußballspielerin.

## Karriere
Leonhart begann in den Vereinigten Staaten, wo sie geboren wurde, in Charlotte für den dort ansässigen Charlotte United FC mit dem Fußballspielen. Nach Deutschland gelangt, besuchte sie die International School of Düsseldorf und setzte für deren Sportverein ihren Fußballsport fort.
In der Saison 2017/18 gehörte sie der D-Jugendmannschaft des MSV Duisburg an. In der Folgesaison spielte sie bereits in der C-Jugendmannschaft und von 2019 bis 2022 in der B-Jugendmannschaft.
Zur Saison 2022/23 rückte sie in die Erste Mannschaft auf, für die sie in der Bundesliga ihre ersten neun Punktspiele, davon sieben in Folge, im Seniorinnenbereich bestritt. Sie debütierte am 18. September 2022 (1. Spieltag) bei der 0:1-Niederlage im Heimspiel gegen Bayer 04 Leverkusen mit Einwechslung für Antonia-Johanna Halverkamps in der 79. Minute. Ihr erstes Tor in der höchsten Spielklasse im deutschen Frauenfußball erzielte sie am 23. Oktober 2022 (5. Spieltag) bei der 2:3-Niederlage im Auswärtsspiel gegen Eintracht Frankfurt mit dem Treffer zum Endstand in der 67. Minute. Auch in ihren zwei Spielen im DFB-Pokalwettbewerb erzielte sie ein Tor. Im Zweitrundenspiel am 11. September 2022 beim 5:0-Sieg über den Drittligisten Magdeburger FFC gelang ihr das Tor zum 4:0 in der 85. Minute. Des Weiteren bestritt sie sechs Punktspiele für die Duisburger Zweitvertretung in der Niederrheinliga, für die sie fünf Tore erzielte. Nach Wettbewerbs- und Spielklassenübergreifenden 17 Spielen, in denen sie sieben Tore erzielte, verlässt sie den Verein.
Mit einem Stipendium kehrt sie in die Vereinigten Staaten zurück, um in Phoenix an der Arizona State University ein Studium zu beginnen. Dort wird sie für deren Sport-Team, die Sun Devils, zukünftig ihren Fußballsport fortsetzen.